# Intégration de Verlet
L'intégration de Verlet est un schéma d'intégration qui permet de calculer la trajectoire de particules en simulation de dynamique moléculaire.
Cette méthode offre une meilleure stabilité que la plus simple méthode d'Euler (créée au XVIIIe siècle), de même que d'importantes propriétés dans les systèmes physiques, telles que la réversibilité dans le temps et la conservation de propriété. À première vue, il peut sembler naturel de calculer les trajectoires en utilisant la méthode d'Euler. Cependant, ce type d'intégration souffre de nombreux problèmes. La stabilité de cette technique dépend assez lourdement d'une fréquence de mise à jour uniforme, ou de la capacité d'identifier précisément les positions passées à un très petit pas de temps précédent. La méthode a été développée par le physicien français Loup Verlet en 1967. Il a dans le même article créé ce que l'on appelle aujourd'hui la liste de Verlet, une gestion de liste des éléments suffisamment proche d'un élément donné du système, afin d'optimiser les calculs, en éliminant ceux qui auraient un impact négligeable sur cet élément en raison de leur éloignement.

## Intégration élémentaire de Verlet
L'algorithme de Verlet réduit le taux d'erreur introduite par l'intégration en calculant la position au pas de temps suivant à partir des positions courante et précédente, sans faire appel à la vitesse, en utilisant deux développements de Taylor de la position {\displaystyle {\vec {x}}(t)} à deux instants distincts.
{\displaystyle {\vec {x}}(t+\Delta t)={\vec {x}}(t)+{\vec {v}}(t)\Delta t+{\frac {{\vec {a}}(t)\Delta t^{2}}{2}}+{\frac {{\vec {b}}(t)\Delta t^{3}}{6}}+O(\Delta t^{4})}
{\displaystyle {\vec {x}}(t-\Delta t)={\vec {x}}(t)-{\vec {v}}(t)\Delta t+{\frac {{\vec {a}}(t)\Delta t^{2}}{2}}-{\frac {{\vec {b}}(t)\Delta t^{3}}{6}}+O(\Delta t^{4})}
avec :
- {\displaystyle {\vec {x}}} la position ;
- {\displaystyle {\vec {v}}} la vitesse ;
- {\displaystyle {\vec {a}}} l'accélération ;
- {\displaystyle {\vec {b}}} l'à-coup (unité S.I., dérivée troisième de la position par rapport au temps {\displaystyle t}).

En additionnant ces deux équations on obtient :
{\displaystyle {\vec {x}}(t+\Delta t)=2{\vec {x}}(t)-{\vec {x}}(t-\Delta t)+{\vec {a}}(t)\Delta t^{2}+O(\Delta t^{4})}
Cette opération offre l'avantage d'avoir les dérivées de premier et troisième ordre qui s'annulent, rendant l'intégration de Verlet d'un ordre plus précis qu'un simple développement de Taylor.

## Pages connexes
- Dynamique moléculaire
- Loup Verlet